# Corymica distans
Corymica distans là một loài bướm đêm trong họ Geometridae.